# Judas and the Black Messiah
Judas and the Black Messiah è un film del 2020 diretto da Shaka King.
Basato su eventi reali, il film narra le vicende di Fred Hampton, leader delle Pantere Nere, interpretato da Daniel Kaluuya.

## Trama
Chicago,1968. Il piccolo criminale William "Bill" O'Neal ruba macchine fingendosi un agente dell'FBI che effettua sequestri di presunti veicoli scomparsi. Dopo un ennesimo colpo, viene fermato dalla polizia e arrestato. Viene quindi condotto di fronte all'agente FBI Roy Mitchell, che lo mette di fronte a un bivio: o scontare sei anni e mezzo di carcere (18 mesi per il furto d'auto e 5 anni per aver finto di essere un agente federale) o prendere parte a un'operazione di polizia come infiltrato.
In quel periodo infatti Fred Hampton, il carismatico presidente della sezione dell'Illinois del Black Panther Party e vicepresidente a livello nazionale, fonda la Rainbow Coalition, un'importante organizzazione politica multiculturale che comprende le Pantere Nere e diverse bande di strada (gli Young Patriots, gli Young Lords, e altri) il cui scopo è porre fine alle lotte intestine tra poveri e cambiare la società americana, razzista e foriera di disuguaglianze. Hampton, che fa spesso riferimenti al socialismo e al maoismo, viene identificato come una minaccia radicale dall'FBI, che cerca di sovvertire le sue attività a Chicago.
O'Neal accetta di infiltrarsi nelle Pantere Nere, e gradualmente conquista la fiducia dei compagni, anche perché si offre di diventare l'autista ufficiale di Hampton (a cui le autorità hanno confiscato la patente). Riesce anche a sviare alcuni sospetti (per esempio, quando un uomo lo riconosce per essere il ladro col distintivo FBI) e si guadagna il soprannome di "Wild Bill".
A poco a poco, sia O'Neal sia l'agente Mitchell scoprono che il lavoro è più complicato e spiacevole del previsto. Da una parte Mitchell (che pare essere sinceramente antirazzista) si rende conto che all'FBI la lotta contro le Pantere Nere è condotta senza nessuno scrupolo (per esempio, un altro infiltrato è autorizzato ad assassinare e torturare per sviare i sospetti); dall'altra parte O'Neal comincia a provare rispetto per Hampton e i suoi ideali.
Le autorità riescono a incastrare Fred Hampton (che nel frattempo ha trovato una compagna, Deborah Johnson, da cui aspetta un figlio) con accuse pretestuose e lo mandano in galera. Nel frattempo O'Neal è diventato responsabile della sicurezza delle Pantere Nere di Chicago, ma questo non lo trattiene dal darsela a gambe e nascondersi tra la folla quando la polizia fa irruzione nella sezione e le dà fuoco. La situazione per O'Neal si fa sempre più pesante e più di una volta è tentato di mollare tutto, ma l'agente Mitchell, spietato, gli ricorda che non ha scelta.
Hampton torna brevemente in libertà perché è ricorso in appello, e riesce a rigalvanizzare il movimento. L'FBI, con il direttore Hoover in testa, non è disposta ad accettare questa situazione, e riesce a far respingere l'appello. Non solo: stabilisce che Hampton deve morire. Ancora una volta tocca a O'Neal compiere il tradimento: messo di nuovo alle strette dai federali, viene fornito di un potente narcotico, da mettere nel bicchiere di Hampton durante una festa di congedo prima della nuova incarcerazione. Quella notte, una squadra di poliziotti di Chicago e dell'FBI fa irruzione nella casa di Hampton, uccide quasi tutte le persone presenti (O'Neal si era già dileguato) e trucida nel sonno lo stesso Hampton. La ricompensa per O'Neal, oltre alla libertà, è il possesso di una stazione di servizio, con cui potrà iniziare una nuova vita.
Poco prima dei titoli di coda, viene raccontato il destino di O'Neal (rimasto informatore per altri due anni): nel 1989 viene intervistato da una troupe televisiva a proposito di quegli eventi. Il documentario viene trasmesso l'anno dopo, e O'Neal si suicida la notte stessa della messa in onda. I sopravvissuti al massacro in cui muore Hampton fanno causa per ottenere un risarcimento dal governo, e lo ottengono dopo dodici anni. Deborah Johnson dà alla luce il figlio di Hampton,e con lui tuttora dirige un movimento che si rifà alle Pantere Nere.

## Produzione
Il film era inizialmente intitolato Jesus Was My Homeboy.
Le riprese del film sono iniziate il 30 settembre 2019 a Cleveland e sono terminate il 19 dicembre dello stesso anno.

## Promozione
Il primo trailer del film viene diffuso il 6 agosto 2020.

## Distribuzione
Il film è stato presentato al Sundance Film Festival 2021 il 1º febbraio.
La pellicola, inizialmente fissata per il 21 agosto 2020, è stata rimandata al 2021 a causa della pandemia di COVID-19 e distribuita nelle sale cinematografiche statunitensi, ed in contemporanea su HBO Max, a partire dal 12 febbraio 2021; in Italia arriva direttamente in streaming a partire dal 9 aprile 2021.

## Accoglienza

### Critica
Sull'aggregatore Rotten Tomatoes il film riceve il 97% delle recensioni professionali positive con un voto medio di 8,3 su 10 basato su 323 critiche, mentre su Metacritic ottiene un punteggio di 85 su 100 basato su 49 critiche.

## Riconoscimenti
- 2021 - Premio Oscar[12][13]
  - Miglior attore non protagonista a Daniel Kaluuya
  - Miglior canzone per Fight for You (musiche di H.E.R. e Dernst Emile II, testo di H.E.R. e Tiara Thomas)
  - Candidatura per il miglior film
  - Candidatura per il miglior attore non protagonista a Lakeith Stanfield
  - Candidatura per la migliore sceneggiatura originale a Will Berson e Shaka King, storia di Will Berson, Shaka King, Kenny Lucas e Keith Lucas
  - Candidatura per la migliore fotografia a Sean Bobbitt
- 2021 - Golden Globe[14][15]
  - Miglior attore non protagonista a Daniel Kaluuya
  - Candidatura per la migliore canzone originale a H.E.R., D'Mile e Tiara Thomas (per Fight for You)
- 2020 - National Board of Review[16]
  - Migliori dieci film dell'anno
- 2021 - American Film Institute[17]
  - Migliori dieci film dell'anno
- 2021 - Black Film Critics Circle Awards
  - Candidatura per il miglior film
- 2021 - British Academy Film Awards[18][19]
  - Miglior attore non protagonista a Daniel Kaluuya
  - Candidatura per la miglior attrice non protagonista a Dominique Fishback
  - Candidatura per il miglior casting ad Alexa L. Fogel
  - Candidatura per la miglior fotografia a Sean Bobbitt
- 2021 - Critics' Choice Awards[20][21]
  - Miglior attore non protagonista a Daniel Kaluuya
  - Candidatura per il miglior cast corale
  - Candidatura per la miglior canzone (per Fight for You)
- 2021 - MTV Movie & TV Awards[22]
  - Candidatura per il miglior film
  - Candidatura per la miglior performance in un film a Daniel Kaluuya
- 2021 - Rotten Tomatoes[23]
  - Secondo miglior film del 2021
- 2021 - Screen Actors Guild Award[24][25]
  - Miglior attore non protagonista a Daniel Kaluuya
- 2021 - New Mexico Film Critics
  - Miglior attore non protagonista a Daniel Kaluuya
- 2021 - Producers Guild of America Awards[26]
  - Candidatura per il Darryl F. Zanuck Award al miglior film
- 2021 - Washington D.C. Area Film Critics Association[27]
  - Candidatura per il migliore attore non protagonista a Daniel Kaluuya
  - Candidatura per la migliore attrice non protagonista a Dominique Fishback
- 2021 - Writers Guild of America Award[28]
  - Candidatura per la miglior sceneggiatura originale a Will Berson e Shaka King, storia di Will Berson, Shaka King, Kenny Lucas e Keith Lucas
- 2022 - Grammy Award
  - Candidatura per la miglior canzone scritta per i media visivi per Fight For You
- 2022 - London Critics Circle Film Awards[29]
  - Candidatura per il miglior attore dell'anno a Daniel Kaluuya